# Rezidor Hotels and Resorts

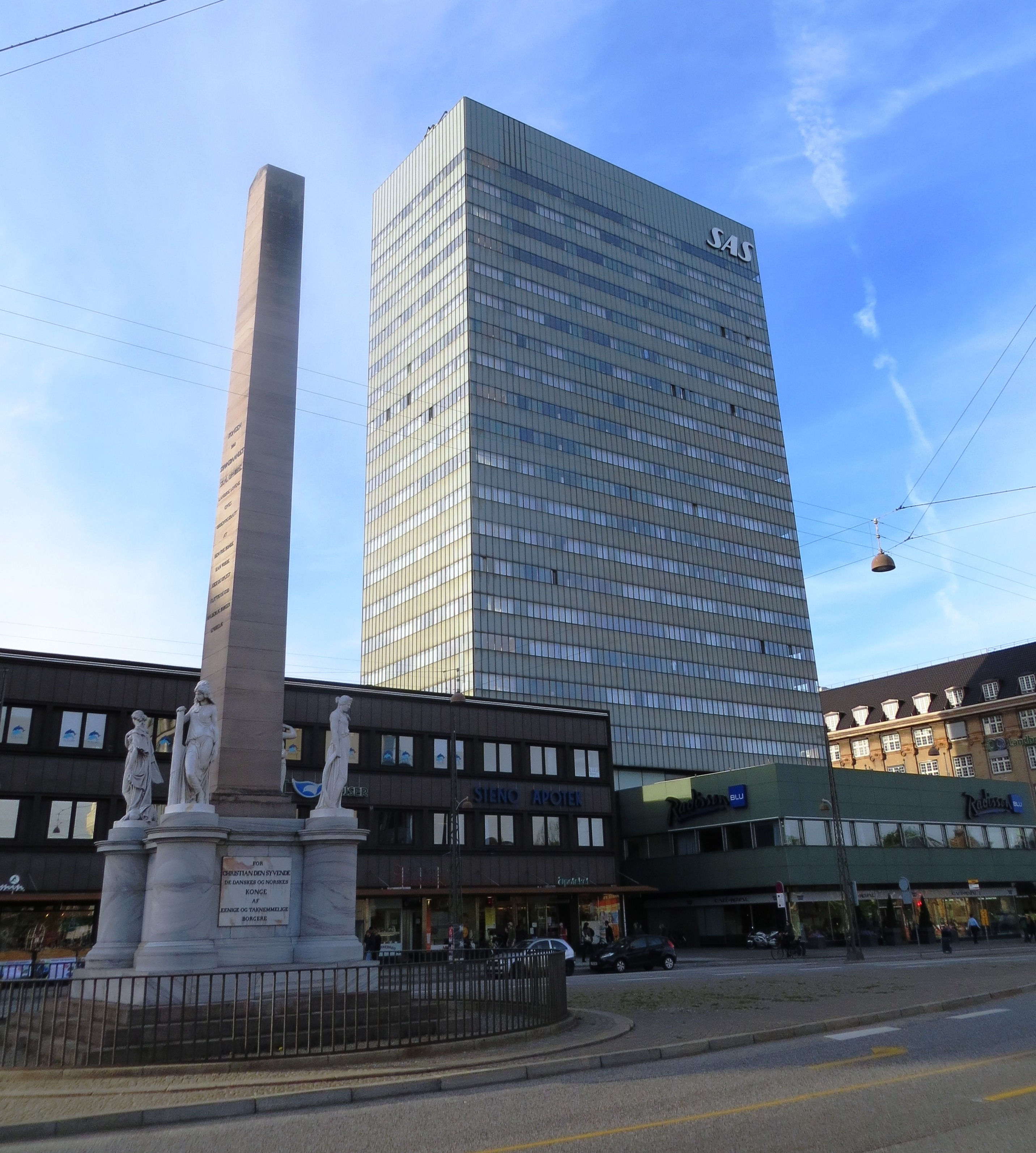
Hotel SAS w Kopenhadze, fot. 2012 r.

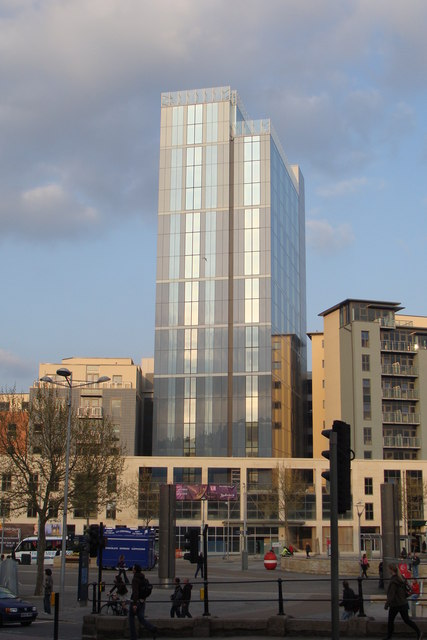
Hotel SAS w Bristolu, fot. 2009 r.

Rezidor Hotels and Resorts (pierwotnie: SAS International Hotels) – skandynawska grupa hotelowa, będąca częścią amerykańskiej korporacji Carlson Companies. W swoim portfolio ma 1100 hoteli z liczbą 161 tys. pokoi w 78 krajach świata.

## Historia
Pierwszy hotel skandynawskich linii lotniczych SAS otwarty został w 1960 w Kopenhadze. Był to The Royal Hotel. W 1985 powołano do życia SAS International Hotels, celem ekspansji na inne kraje świata. W ciągu 9 lat powstało kolejnych 29 hoteli. W 1994 podpisano umowę franczyzową z amerykańskim Carlson Companies na mocy której wszystkie hotele SAS zostały włączone do sieci hotelowej Radisson. W ten sposób narodził się Radisson SAS. W 2001 SAS International Hotels zmienił nazwę na Rezidor SAS. Podpisana została kolejna umowa z Carlson Companies na mocy której Rezidor stał się operatorem takich sieci hotelowych jak Park Inn czy Regent. Jednocześnie zaczynał rozwijać własną sieć ekskluzywnych hoteli pod nazwą Missoni. W 2009 SAS wycofał się z Rezidor Hotels. Sieć Radisson SAS zyskała nową nazwę Radisson Blu. W 2011 podpisana została kolejna umowa z Carlson Companies, dzięki której we wszystkich hotelach zarządzanych przez Rezidora został wprowadzony program lojalnościowy Club Carlson.

## Sieci hotelowe
Rezidor zarządza następującymi sieciami hotelowymi:
- Radisson Blu
- Park Inn
- Missoni

## Rezidor w Polsce
W chwili obecnej Rezidor zarządza w Polsce ośmioma hotelami:
- Radisson Collection Hotel Warsaw w Warszawie
- Radisson Blu w Krakowie
- Radisson Blu w Szczecinie
- Radisson Blu we Wrocławiu
- Radisson Blu w Gdańsku w Gdańsku
- Radisson Blu Sobieski w Warszawie
- Park Inn w Krakowie
- Hotel Rezydent w Sopocie